# Comté d'Union (Pennsylvanie)
Pour les articles homonymes, voir Comté d'Union.
Le comté d'Union (en anglais : Union County) est un comté américain de l'État de Pennsylvanie. Au recensement des États-Unis de 2020, il compte 42 681 habitants. Il est créé le 22 mars 1813, à partir du comté de Northumberland. Son nom fait référence à l'Union fédérale. Le siège du comté se situe à Lewisburg.

## Démographie
| Groupe            | Comté d'Union | Pennsylvanie | États-Unis |
| ----------------- | ------------- | ------------ | ---------- |
| Blancs            | 84,5          | 73,5         | 58         |
| Latino-Américains | 4,7           | 8,1          | 19         |
| Afro-Américains   | 5,8           | 10,5         | 12,1       |
| Asiatiques        | 2             | 3,4          | 6,2        |
| Métis             | 2,7           | 3,3          | 4,1        |
| Autres            | 0,2           | 0,4          | 0,5        |
| Amérindiens       | 0,2           | 0,1          | 0,9        |
| Océano-américains | 0,02          | 0,02         | 0,2        |
| Total             | 100           | 100          | 100        |